# 永福寺 (交城)
永福寺，位于山西省吕梁市交城县城东阳渠村中心，是中华人民共和国山西省文物保护单位之一。
1996年1月12日，授予山西省文物保护单位，是一座古建筑。